# Tra due sogni
Tra due sogni è un album interpretato dalla cantante italiana Milva con la collaborazione di Vangelis, pubblicato dall'etichetta discografica Ricordi nel 1986.

## Tracce
1. Canto a Lloret (Tomorrow and tomorrow and tomorrow) – 5:19 (testo: Raffaela Riva – musica: Vangelis)
2. Cuori di passaggio (Thursday morning) – 5:30 (testo: Massimo Gallerani – musica: Vangelis)
3. Un pomeriggio e 1/2 (The painter) – 3:33 (testo: Massimo Gallerani – musica: Vangelis)
4. Desiderato sogno (Spanish dream) – 3:29 (testo: Mara Cantoni – musica: Vangelis)
5. L'ultima carmen (Carmen) – 3:55 (testo: Lorenzo Raggi, Massimo Gallerani – musica: Georges Bizet)
6. A tradimento (Silence in the dark) – 3:00 (testo: Lorenzo Raggi – musica: Vangelis)
7. Blue notte (Search for the truth) – 3:51 (testo: Massimo Gallerani – musica: Vangelis)
8. Spring, summer, winter and fall – 3:45 (testo: B. Francis – musica: Vangelis)
9. Un altro maggio (Other side of the universe) – 3:40 (testo: Lorenzo Raggi, Massimo Gallerani – musica: Vangelis)
10. In sogno (finale) (Da oben ist sein zimmer) – 2:15 (testo: Giovanni Raboni, Thomas Woitkewitsch – musica: Vangelis)